# Гретхен Раш
Гретхен Раш (англ. Gretchen Rush, нар. 7 лютого 1964), у шлюбі Магерс — колишня професійна американська тенісистка. Здобула три одиночні та чотири парні титули туру WTA. Найвищу одиночну позицію світового рейтингу — 22 місце досягла 12 березня 1990, парну — 18 місце — 29 жовтня 1990 року. Завершила професійну кар'єру в 1992 році.

## Фінали Туру WTA

### Одиночний розряд 4 (3–1)
| Легенда           |   |
| Grand Slam        | 0 |
| WTA Championships | 0 |
| Tier I            | 0 |
| Tier II           | 0 |
| Tier III          | 0 |
| Tier IV & V       | 0 |

| Результат | Ранг | Дата           | Турнір                                | Покриття | Опонент             | Рахунок  |
| Перемога  | 1.   | 1 лютого 1987  | Окленд (Нова Зеландія), Нова Зеландія | Тверде   | Террі Фелпс         | 6–2, 6–3 |
| Перемога  | 2.   | 24 липня 1988  | Скенектаді, New York, USA             | Тверде   | Террі Фелпс         | 7–6, 6–4 |
| Перемога  | 3.   | 15 жовтня 1985 | Москва, СРСР                          | Тверде   | Наташа Звєрєва      | 6–3, 6–4 |
| Поразка   | 4.   | 24 червня 1990 | Eastbourne International, England     | Трава    | Мартіна Навратілова | 0–6, 2–6 |

### Парний розряд 13 (4–9)
| Легенда           |   |
| Grand Slam        | 0 |
| WTA Championships | 0 |
| Tier I            | 0 |
| Tier II           | 0 |
| Tier III          | 2 |
| Tier IV & V       | 0 |

| Титули за покриттям |   |
| Тверде              | 1 |
| Ґрунт               | 0 |
| Трава               | 1 |
| Килим               | 2 |

| Результат | Ранг | Дата             | Турнір                                    | Покриття | Партнер          | Опоненти                               | Рахунок       |
| Поразка   | 1.   | 20 липня 1986    | Ньюпорт (Род-Айленд), USA                 | Трава    | Кеммі Макгрегор  | Террі Голледей Гезер Ладлофф           | 1–6, 7–6, 3–6 |
| Поразка   | 2.   | 1 лютого 1987    | Окленд (Нова Зеландія), Нова Зеландія     | Тверде   | Елізабет Мінтер  | Анна-Марія Фернандес Джулі Річардсон   | 4–6, 5–7      |
| Поразка   | 3.   | 12 березня 1989  | Мастерс Індіан-Веллс, USA                 | Тверде   | Розалін Феербенк | Гана Мандлікова Пем Шрайвер            | 3–6, 7–6, 3–6 |
| Поразка   | 4.   | 21 травня 1989   | German Open, Німеччина                    | Ґрунт    | Ліз Грегорі      | Елізабет Смайлі Джанін Тремеллінг      | 7–5, 3–6, 2–6 |
| Поразка   | 5.   | 28 травня 1989   | Internationaux de Strasbourg, Франція     | Ґрунт    | Ліз Грегорі      | Мерседес Пас Юдіт Візнер               | 3–6, 3–6      |
| Поразка   | 6.   | 6 серпня 1989    | Southern California Open, California, USA | Тверде   | Робін Вайт       | Еліз Берджін Розалін Феербенк          | 6–4, 3–6, 3–6 |
| Поразка   | 7.   | 17 червня 1990   | Birmingham Classic, England               | Трава    | Ліз Грегорі      | Лариса Савченко-Нейланд Наташа Звєрєва | 6–3, 3–6, 3–6 |
| Перемога  | 8.   | 22 липня 1990    | Newport, Rhode Island, USA                | Трава    | Ліз Грегорі      | Патті Фендік Енн Сміт                  | 7–6, 6–1      |
| Перемога  | 9.   | 30 вересня 1990  | Sparkassen Cup (теніс), Німеччина         | Килим    | Ліз Грегорі      | Манон Боллеграф Джо Дьюрі              | 6–2, 4–6, 6–3 |
| Перемога  | 10.  | 7 жовтня 1990    | Москва, Росія                             | Килим    | Робін Вайт       | Олена Брюховець Євгенія Манюкова       | 6–2, 6–4      |
| Перемога  | 11.  | 17 лютого 1991   | Aurora, Colorado, USA                     | Тверде   | Ліз Грегорі      | Патті Фендік Лорі Макніл               | 6–4, 6–4      |
| Поразка   | 12.  | 17 серпня 1991   | Мангеттен-Біч (Каліфорнія), USA           | Тверде   | Робін Вайт       | Лариса Савченко-Нейланд Наташа Звєрєва | 1–6, 6–2, 2–6 |
| Поразка   | 13.  | 8 листопада 1992 | Окленд (Каліфорнія), California, USA      | Килим    | Розалін Феербенк | Джиджі Фернандес Наташа Звєрєва        | 6–3, 2–6, 4–6 |

### Мікст 1 (0–1)
| Легенда           |   |
| Grand Slam        | 0 |
| WTA Championships | 0 |
| Tier I            | 0 |
| Tier II           | 0 |
| Tier III          | 0 |
| Tier IV & V       | 0 |

| Титули за покриттям |   |
| Тверде              | 0 |
| Ґрунт               | 0 |
| Трава               | 0 |
| Килим               | 0 |

| Результат | Ранг | Дата         | Турнір                        | Покриття | Партнер     | Опоненти                    | Рахунок  |
| Поразка   | 1.   | 4 липня 1988 | Вімблдонський турнір, England | Трава    | Келлі Джонс | Шервуд Стюарт Зіна Гаррісон | 1–6, 6–7 |